# Рубанис, Георгиос
Георгиос Рубанис (греч. Γεώργιος Ρουμπάνης; 15 августа 1929, Триполис — 11 февраля 2025, Афины) — греческий легкоатлет. На Олимпийских играх 1956 в Мельбурне выиграл бронзовую медаль в прыжках с шестом с результатом 4,50 метра (на то время национальный рекорд). Закончил атлетические выступления в 1961 году. Умер 11 февраля 2025 года в Афинах в возрасте 95 лет.